# Serie A 1982/1983
Serie A i fotboll 1982/1983 vanns av AS Roma.
| Vinnare av Serie A 1982/1983 |
| ---------------------------- |
| AS Roma Andra titeln         |
|                              |

## Slutställning
| P   | Lag                      | Spelade | Vinst | Oavgjort | Förlust | Gjorda mål | Insläppta mål | Målskillnad | Poäng | Notering            |
| --- | ------------------------ | ------- | ----- | -------- | ------- | ---------- | ------------- | ----------- | ----- | ------------------- |
| 1.  | AS Roma (C)              | 30      | 16    | 11       | 3       | 47         | 24            | +23         | 43    | Till Europacupen    |
| 2.  | Juventus FC              | 30      | 15    | 9        | 6       | 49         | 26            | +23         | 39    | Till Cupvinnarcupen |
| 3.  | FC Internazionale Milano | 30      | 12    | 14       | 4       | 40         | 23            | +17         | 38    | Till UEFA-cupen     |
| 4.  | Hellas Verona FC         | 30      | 11    | 13       | 6       | 37         | 31            | +6          | 35    | Till UEFA-cupen     |
| 5.  | ACF Fiorentina           | 30      | 12    | 10       | 8       | 36         | 25            | +11         | 34    |                     |
| 6.  | Udinese Calcio           | 30      | 6     | 20       | 4       | 25         | 29            | -4          | 32    |                     |
| 7.  | UC Sampdoria             | 30      | 8     | 15       | 7       | 31         | 30            | +1          | 31    |                     |
| 8.  | Torino FC                | 30      | 9     | 12       | 9       | 30         | 28            | +2          | 30    |                     |
| 9.  | US Avellino              | 30      | 8     | 12       | 10      | 29         | 34            | -5          | 28    |                     |
| 9.  | SSC Napoli               | 30      | 7     | 14       | 9       | 22         | 29            | -7          | 28    |                     |
| 11. | Pisa                     | 30      | 8     | 11       | 11      | 27         | 27            | 0           | 27    |                     |
| 11. | Genoa CFC                | 30      | 6     | 15       | 9       | 34         | 38            | -4          | 27    |                     |
| 11. | Ascoli Calcio 1898       | 30      | 9     | 9        | 12      | 32         | 37            | -5          | 27    |                     |
| 14. | Cagliari Calcio          | 30      | 6     | 14       | 10      | 23         | 33            | -10         | 26    | Till Serie B        |
| 15. | AC Cesena                | 30      | 4     | 14       | 12      | 22         | 35            | -13         | 22    | Till Serie B        |
| 16. | FC Catanzaro             | 30      | 2     | 9        | 19      | 21         | 56            | -35         | 13    | Till Serie B        |